# Wilhelm Fiedler
Otto Wilhelm Fiedler, född 3 april 1832 i Chemnitz, död 19 november 1911 i Zürich, var en tysk matematiker.
Fiedler var professor i deskriptiv geometri vid Polytechnikum i Zürich, efter att tidigare ha verkat i samma egenskap vid tekniska högskolan i Prag. Förutom talrika avhandlingar skrev han Die Elemente der neueren Geometrie und der Algebra der binären Formen (1862), Die darstellende Geometrie in organischer Verbindung mit der Geometrie der Lage (1871, tredje upplagan 1887) och Cyclographie oder Construktion der Aufgaben über Kreise und Kugeln und elementäre Geometrie der Kreis- und Kugelsysteme (1882). 
I sitt deskriptivgeometriska verk går Fiedler en från den gängse något avvikande väg, genom att han inleder med den perspektivistiska framställningen och därifrån övergår till parallellprojektionerna. Han bidrog mer än någon annan till att införa projektivgeometrin och den så kallade "Geometrie der Lage" i den deskriptivgeometriska undervisningen.